# Donnelly (Alberta)
Donnelly è un villaggio del Canada, situato nella regione settentrionale dell'Alberta.